# Spring Airlines
A Spring Airlines é uma companhia aérea da China.

## Frota

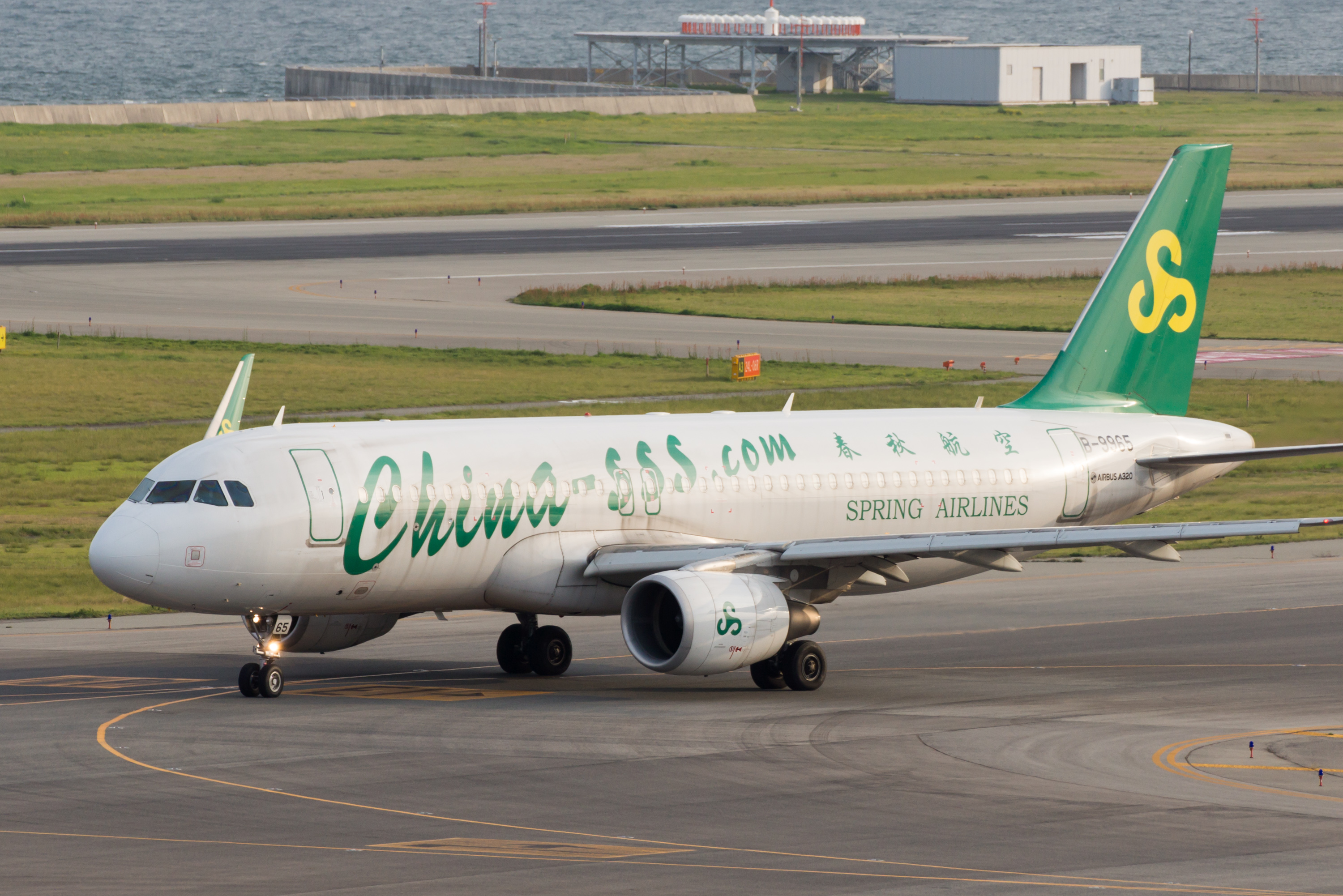
Airbus A320 da Spring Airlines.

Em fevereiro de 2017.
- 68 Airbus A320